# 南圣埃什佩迪图
南圣埃什佩迪图是巴西南大河州的一个市镇。总面积125.735平方公里，总人口2614人，人口密度20.8人/平方公里。